# Chagall (film 1967)
Chagall è un documentario del 1967 diretto da António Campos e basato sulla vita del pittore bielorusso Marc Chagall.